# Гейден (Індіана)
Гейден (англ. Hayden) — переписна місцевість (CDP) в США, в окрузі Дженнінґс штату Індіана. Населення — 501 особа (2020).

## Географія
Гейден розташований за координатами 38°58′17″ пн. ш. 85°44′20″ зх. д. / 38.97139° пн. ш. 85.73889° зх. д. (38.971424, -85.738896).  За даними Бюро перепису населення США в 2010 році переписна місцевість мала площу 6,41 км², уся площа — суходіл.

## Демографія
Згідно з переписом 2010 року, у переписній місцевості мешкала 521 особа в 176 домогосподарствах у складі 140 родин. Густота населення становила 81 особа/км².  Було 193 помешкання (30/км²).
Расовий склад населення:
| - 97,5 % — білих - 0,8 % — чорних або афроамериканців - 0,4 % — корінних американців - 0,2 % — азіатів |

До двох чи більше рас належало 0,6 %. Частка іспаномовних становила 2,7 % від усіх жителів.
За віковим діапазоном населення розподілялося таким чином: 31,5 % — особи молодші 18 років, 61,6 % — особи у віці 18—64 років, 6,9 % — особи у віці 65 років та старші. Медіана віку мешканця становила 34,6 року. На 100 осіб жіночої статі у переписній місцевості припадало 110,9 чоловіків;  на 100 жінок у віці від 18 років та старших — 99,4 чоловіків також старших 18 років.
Середній дохід на одне домашнє господарство  становив 54 188 доларів США (медіана — 53 889), а середній дохід на одну сім'ю — 64 038 доларів (медіана — 63 555). Медіана доходів становила 34 745 доларів для чоловіків та 35 521 долар для жінок. За межею бідності перебувало 12,8 % осіб, у тому числі 15,6 % дітей у віці до 18 років та 35,3 % осіб у віці 65 років та старших.
Цивільне працевлаштоване населення становило 404 особи. Основні галузі зайнятості: виробництво — 57,7 %, будівництво — 16,8 %, транспорт — 10,4 %, освіта, охорона здоров'я та соціальна допомога — 7,9 %.